# پرنده‌های خارزار
پرنده‌های خارزار یا مرغان شاخسار طرب (به انگلیسی: The Thorn Birds) رمانی‌ست نوشته‌ی نویسنده‌ی استرالیایی، کالین مک‌کالو، که نخستین بار در ۱۹۷۷ منتشر شد. داستان این رمان اغلب در «دروگیدا» رخ می‌دهد؛ یک دامداری خیالی در نواحی دورافتاده‌ی استرالیا که نام خود را از شهری به همین نام در ایرلند گرفته است. تمرکز روایت، بر خانواده‌ی کلیری است و بازه‌ی زمانی سال‌های ۱۹۱۵ تا ۱۹۶۹ را در بر می‌گیرد. این اثر پرفروش‌ترین کتاب در تاریخ ادبیات استرالیاست و بیش از ۳۳ میلیون نسخه از آن در سراسر جهان به فروش رفته است.
این رمان به صورت یک مینی‌سریال تلویزیونی به همین نام نیز اقتباس شد. این مجموعه که از ۲۷ تا ۳۰ مارس ۱۹۸۳ از تلویزیون آمریکا پخش شد، به دومین مینی‌سریال پرمخاطب تاریخ تلویزیون آمریکا بدل گردید؛ رتبه‌ی نخست همچنان در اختیار ریشه‌ها باقی‌مانده است. در ۱۹۹۶، مینی‌سریالی با عنوان پرندگان خارزار: سال‌های گمشده تولید شد که بازه‌ی ۱۹ ساله‌ی ناگفته‌ای از داستان را پوشش می‌داد. این نسخه به دلیل ناسازگاری‌هایی که با مجموعه‌ی اصلی داشت، مورد انتقاد قرار گرفت.
در ۲۰۰۹، نسخه‌ای موزیکال از این رمان با عنوان موزیکال پرندگان خارزار نیز به روی صحنه رفت. در ۲۰۲۲، این کتاب در فهرست «هفتاد کتاب منتخب جشن جوبیلی» (به انگلیسی: Big Jubilee Read) قرار گرفت؛ فهرستی شامل آثار نویسندگان کشورهای مشترک‌المنافع که به مناسبت هفتادمین سالگرد به قدرت رسیدن ملکه الیزابت دوم گردآوری شده بود.
بنا بر اطلاعات کتابخانه ملی، ای‍ن ک‍ت‍اب نخستین بار در ۱۳۶۸ ب‍ا ت‍رج‍م‍ه ف‍رش‍ت‍ه طاه‍ری با نام «م‍رغ‍ان ش‍اخ‍س‍ار طرب» و در ۱۳۷۱ ب‍ا ت‍رج‍م‍ه طاه‍ر ص‍دی‍ق‍ی‍ان و روی‍ا ص‍دوق‍ی با نام «م‍رغ خ‍ار» و با عنوان «پرنده خارزار» توسط مهدی غبرایی و در سال‌های دیگر با نام‌های دیگر توسط مترجمان دیگر ترجمه و م‍ن‍ت‍ش‍ر ش‍ده اس‍ت.

## افسانه‌ی «پرنده‌ی خار»
عنوان کتاب اشاره به پرنده‌ای افسانه‌ای‌ به نام «پرنده‌ی خار» دارد که از لحظه‌ای که از تخم بیرون می‌آید، در جست‌وجوی درخت خاری مناسب است. وقتی آن را پیدا کرد، خود را بر تیزترین و بلندترین خار آن درخت می‌زند و همان‌طور که جان می‌دهد، زیباترین آواز ممکن را سر می‌دهد. این افسانه، به مثل برزگر در انجیل‌های هم‌نوا و همچنین فصل نهم انجیل توماس اشاره دارد.

در آغاز کتاب، این افسانه چنین روایت می‌شود:
افسانه‌ای هست درباره‌ی پرنده‌ای که تنها یک بار در طول عمرش آواز می‌خواند، اما آن آواز، شیرین‌تر از هر نغمه‌ای است که موجودی در این جهان سر داده باشد. از لحظه‌ای که لانه را ترک می‌کند، در جست‌وجوی درخت خاری برمی‌آید و تا آن را نیابد، آرام نمی‌گیرد. آنگاه، میان شاخه‌های خشن درخت، خود را بر درازترین و تیزترین خار آن می‌زند. و در حال مرگ، آن‌چنان آواز سر می‌دهد که از درد فراتر می‌رود و آوازش از آواز چکاوک و بلبل نیز دلنشین‌تر می‌شود. یک آواز بی‌نظیر، بهایی معادلِ جان. اما جهان خاموش می‌شود تا گوش دهد، و خداوند در آسمان لبخند می‌زند. چرا که بهترین‌ها تنها در ازای درد بسیار به دست می‌آیند... یا دست‌کم افسانه چنین می‌گوید.
منبعی پیش از انتشار این کتاب برای این افسانه پیدا نشده است، اما از آن زمان تاکنون، این داستان در منابع غیرعلمی گوناگون به عنوان «افسانه‌ای کهن از سلت‌ها» توصیف شده است.

## معرفی شخصیت‌ها
مگان «مگی» کلیری – شخصیت اصلی داستان؛ تنها دختر در میان خانواده‌ای پر از پسر. رمان، زندگی او را از دوران کودکی تا پیری دنبال می‌کند.
کشیش رالف دو بریکاسار – عشق واقعی مگی؛ کشیشی خوش‌چهره، بلندپرواز و ایرلندی‌تبار.
پدریک «پدی» کلیری – پدر مگی؛ کارگری ساده‌دل و مهربان از تبار ایرلندی.
فیونا «فی» آرمسترانگ کلیری – همسر پدی و مادر مگی؛ زنی اشراف‌زاده که پیش از ازدواج با پدی، صاحب فرزندی نامشروع شده است.
فرانسیس «فرانک» آرمسترانگ کلیری – برادر بزرگ‌تر مگی؛ نخستین فرزند فی از رابطه‌ای پیش از ازدواج، و ناپسر پدی. فرانک محبوبِ مگی و فی است و بعدها تبدیل به یک مشت‌زن حرفه‌ای می‌شود.
مری الیزابت کلیری کارسون – خواهر بزرگ‌تر و بسیار ثروتمند پدی؛ حامی مالی کشیش رالف و صاحب مزرعه‌ی دروگیدا.
لوک اونیل – همسر مگی و پدر جاستین.
دِین اونیل – فرزند مگی و رالف
جاستین اونیل – دختر مگی و لوک؛ دختری باهوش و مستقل.
لودی و آن مولر – کارفرمایان مگی در دوران ازدواجش با لوک؛ بعدها به دوستانی همیشگی برای او تبدیل می‌شوند.
باب، جک، و هیویی کلیری – سه برادر بزرگ‌تر مگی که شباهت زیادی به پدرشان، پدی دارند.
استوارت «استو» کلیری – پسری آرام و مهربان که بیشتر به مادرش شباهت دارد. او نزدیک‌ترین برادر به مگی از نظر سنی است.
هارولد «هَل» کلیری – برادر کوچکِ عزیزِ مگی.
جیمز و پاتریک «جیمز و پَتسی» کلیری – دو پسر دوقلو؛ کوچک‌ترین برادران مگی.
راینر «رِین» مورلینگ هارتهایم – دوست رالف و بعدها دوست صمیمی دین؛ عضو پارلمان آلمان غربی.
اسقف اعظم (و بعدها کاردینال) ویتوریو دی کونتینی-ورکزه – راهنما و استاد رالف؛ دوست نزدیک راینر و دین.